# Campeonato Mundial de Ajedrez 1890-91
El Campeonato Mundial de Ajedrez 1890/91 fue un encuentro entre el retador Isidor Gunsberg, naturalizado inglés y el campeón defensor Wilhelm Steinitz de Estados Unidos. El partido se jugó en Nueva York, Estados Unidos. El primer juego empezó el 9 de diciembre de 1890. El último juego empezó el 22 de enero del 1891, que terminó empatado. Steinitz ganó el partido 10½-8½, manteniendo su condición de campeón y convirtiéndose en el campeón oficial número 3.

## Antecedentes
El Torneo de Ajedrez de Nueva York 1889 fue un campeonato abierto estadounidense, y una especie de Torneo de Candidatos, ya que los organizadores tenían previsto realizar un partido entre el ganador del torneo y Steinitz. El torneo con el sistema de todos contra todos a 2 rondas con 20 participantes terminó con un doble empate en el primer puesto entre Max Weiss y Mijaíl Chigorin. Ni siquiera con cuatro partidos de desempate se pudo definir el primer puesto, así que ambos jugadores obtuvieron el primer puesto. Sin embargo, tanto Weiss y Chigorin no estaban interesados en jugar un partido contra Steinitz, Isidor Gunsberg, que terminó tercero (y a tan solo medio punto de los primeros) fue el elegido.

## Contrincantes

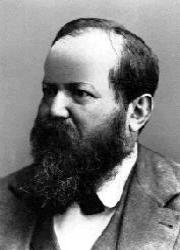
C. Defensor
Wilhelm Steinitz

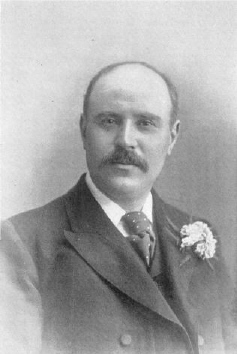
Retador
Isidor Gunsberg

Isidor Gunsberg había ganado varios torneos de primera categoría de ajedrez, como en el Torneo de ajedrez de Hamburgo 1885, el Torneo de Ajedrez de Bradford 1888 y el Torneo de Ajedrez de Londres 1888. Gunsberg había nacido en Hungría, pero se mudó a Inglaterra en 1876 y obtuvo la nacionalidad inglesa, haciéndolo el primer retador inglés para el campeón defensor (sin contar el partido de 1886, ya que ninguno era el campeón defensor).
Steinitz era el campeón defensor, habiendo jugado ya dos matches por el Campeonato Mundial contra Johannes Zukertort y Mijaíl Chigorin venciendo ambos.
 
 
 
 

## Partido
El partido sería jugado a mejor de 20 juegos, las victorias contando 1 punto, los empates ½ punto, y las derrotas 0, y acabaría cuando un jugador llegue a 10½ puntos o llegue a 10 victorias. Si el partido acabara en un empate 9 a 9, el campeón defensor (Steinitz) retendría el título, pero si el partido acabara en un empate 10 a 10, se seguirán jugando partidas hasta que alguno gane 10 partidas.
| Jugador          | 1 | 2 | 3 | 4 | 5 | 6 | 7 | 8 | 9 | 10 | 11 | 12 | 13 | 14 | 15 | 16 | 17 | 18 | 19 | Total (Vic) |
| ---------------- | - | - | - | - | - | - | - | - | - | -- | -- | -- | -- | -- | -- | -- | -- | -- | -- | ----------- |
| Wilhelm Steinitz | ½ | 1 | ½ | 0 | 0 | 1 | 1 | ½ | ½ | 1  | ½  | 0  | 1  | ½  | ½  | 0  | ½  | 1  | ½  | 10½ (6)     |
| Isidor Gunsberg  | ½ | 0 | ½ | 1 | 1 | 0 | 0 | ½ | ½ | 0  | ½  | 1  | 0  | ½  | ½  | 1  | ½  | 0  | ½  | 8½ (4)      |

### Partida 1: Steinitz – Gunsberg, ½-½
D35 - Gambito de Dama Declinado
1.d4 d5 2.c4 e6 3.Cc3 Cf6 4.f3 Cc6 5.e3 Ae7 6.Ch3 O-O 7.Cf2 Te8 8.Ae2 Ab4 9.Ad2 e5 10.dxe5 Txe5 11.cxd5 Cxd5 12.e4 Cxc3 13.bxc3 Aa5 14.Dc2 Te8 15.O-O Ab6 16.Rh1 De7 17.Cd3 Ce5 18.Cxe5 Dxe5 19.Ad3 Td8 20.Tad1 Ae6 21.Ac1 Da5 22.c4 Ad4 23.Ad2 Dh5 24.Ac1 c6 25.Ae2 Da5 ½-½

### Partida 2: Gunsberg – Steinitz, 0-1
C62 - Apertura Española, Variante Steinitz
1.e4 e5 2.Cf3 Cc6 3.Ab5 d6 4.c3 Ad7 5.O-O Cge7 6.d4 Cg6 7.d5 Cb8 8.Axd7+ Cxd7 9.Ca3 Ae7 10.Cc2 Cc5 11.De2 Dd7 12.b4 Ca4 13.Ad2 O-O 14.c4 f5 15.exf5 Dxf5 16.Tac1 Tae8 17.Cfe1 Ag5 18.g3 Cc3 19.Axc3 Axc1 20.Cg2 Df3 21.Dxf3 Txf3 22.Cge3 Axe3 23.Cxe3 Tef8 24.Rg2 c6 25.Ab2 cxd5 26.Cxd5 Td3 27.Ac1 b5 28.Ce3 bxc4 29.Cxc4 Td4 30.Ce3 Txb4 31.Td1 Tb1 32.Aa3 Txd1 33.Cxd1 Td8 34.f3 d5 35.Cc3 d4 36.Ce4 Tb8 37.h4 h5 38.Rf2 Tb1 39.Ad6 Tb2+ 0-1

### Partida 3: Steinitz – Gunsberg, ½-½
D31 - Gambito de Dama Declinado, Variante Semieslava
1.d4 d5 2.c4 e6 3.Cc3 c6 4.e3 Cf6 5.f3 Ab4 6.Ch3 Cbd7 7.Cf4 O-O 8.Ae2 dxc4 9.Axc4 e5 10.Cfe2 exd4 11.exd4 Cb6 12.Ab3 Af5 13.Ag5 Ae7 14.O-O Cfd5 15.Axe7 Cxe7 16.Cg3 Ag6 17.Cce4 Cbd5 18.Dd2 b6 19.Tae1 Dd7 20.Te2 Tad8 21.Tfe1 Cf5 22.Cc3 Cxg3 23.hxg3 Cxc3 24.bxc3 Tfe8 25.Df4 Txe2 26.Txe2 Rf8 27.Rf2 Dd6 ½-½

### Partida 4: Gunsberg – Steinitz, 1-0
C50 - Giuoco Piano, Giuoco Pianissimo
1.e4 e5 2.Cf3 Cc6 3.Ac4 Ac5 4.d3 Cf6 5.Ae3 Axe3 6.fxe3 d6 7.O-O Ca5 8.Ab5+ c6 9.Aa4 Db6 10.Dd2 Cg4 11.Te1 Da6 12.c3 f6 13.Ac2 c5 14.b4 cxb4 15.cxb4 Cc6 16.Ab3 Db6 17.a3 Ad7 18.Cc3 Ce7 19.h3 Ch6 20.d4 Td8 21.Tf1 Tf8 22.Df2 Tc8 23.Tac1 Da6 24.a4 Db6 25.b5 Da5 26.Db2 Cf7 27.Cd2 exd4 28.exd4 Db6 29.Ce2 d5 30.exd5 Cd6 31.Da3 Rd8 32.a5 Cxb5 33.Dxe7+ Rxe7 34.axb6 axb6 35.Cc4 Ta8 36.Ta1 Cd6 37.Cxb6 Txa1 38.Txa1 Ab5 39.Cf4 Rf7 40.Ce6 Te8 41.Aa4 Axa4 42.Txa4 g6 43.Cc4 Cf5 44.Tb4 Te7 45.g4 Cg3 46.Cd6+ Rg8 47.Cxb7 Td7 48.Cbc5 Txd5 49.Rf2 Cf5 50.gxf5 Txf5+ 51.Rg3 h5 52.Tb7 g5 53.Ce4 Rh8 54.Tg7 h4+ 55.Rg2 Ta5 56.Cxf6 Ta2+ 57.Rg1 1-0

### Partida 5: Steinitz – Gunsberg, 0-1
D20 - Gambito de Dama Aceptado
1.d4 d5 2.c4 dxc4 3.e3 e5 4.dxe5 Dxd1+ 5.Rxd1 Cc6 6.Axc4 Cxe5 7.Ab5+ c6 8.Ae2 Ae6 9.Cc3 O-O-O+ 10.Rc2 Cf6 11.Cf3 Ceg4 12.Tf1 Af5+ 13.Rb3 Cd7 14.e4 Cc5+ 15.Rc2 Cxe4 16.Ch4 Cxc3+ 17.Rxc3 Ae6 18.f4 Cf6 19.f5 Ad5 20.g4 Ae7 21.Rc2 Ae4+ 22.Rb3 Cd7 23.g5 f6 24.Ag4 Cc5+ 25.Ra3 Td3+ 0-1

### Partida 6: Gunsberg – Steinitz, 0-1
D00 - Apertura cerrada
1.d4 d5 2.e3 e6 3.Ad3 c5 4.b3 Cc6 5.Cf3 Cf6 6.O-O Ad7 7.Ab2 Tc8 8.c3 Ad6 9.Cbd2 e5 10.dxe5 Cxe5 11.Cxe5 Axe5 12.Cf3 Ab8 13.h3 c4 14.Ac2 O-O 15.Dd4 Te8 16.Tad1 b5 17.b4 Dc7 18.Tfe1 Te7 19.Rf1 Tce8 20.Dh4 Dd6 21.Td4 Dc6 22.Ted1 Ae5 23.Txd5 Ab8 24.a4 a6 25.a5 h6 26.T5d4 Db7 27.Ce1 Ae5 28.T4d2 Ac7 29.Te2 Te5 30.f3 Txe3 31.Txe3 Txe3 32.Ac1 Te5 33.Df2 Dc6 34.Ae3 Te8 35.Dd2 De6 36.Ad4 Ch5 37.Af2 Ac6 38.Ab1 De5 39.Cc2 Axf3 40.gxf3 Dh2 41.Dd7 Dh1+ 42.Ag1 Dxf3+ 43.Af2 Cg3+ 0-1

### Partida 7: Steinitz – Gunsberg, 1-0
D26 - Gambito de Dama Aceptado
1.d4 d5 2.c4 dxc4 3.Cf3 Cf6 4.e3 e6 5.Axc4 Ab4+ 6.Cc3 O-O 7.O-O b6 8.Ce5 Ab7 9.Db3 Axc3 10.bxc3 Ad5 11.Axd5 exd5 12.Aa3 Te8 13.c4 c5 14.Tac1 Ce4 15.Tfd1 cxd4 16.exd4 f6 17.cxd5 fxe5 18.d6+ Rh8 19.Dd5 Cxf2 20.Td2 Cd7 21.Txf2 Cf6 22.Txf6 gxf6 23.d7 Tg8 24.dxe5 Tg5 25.Dxa8 Dxa8 26.Tc8+ Tg8 27.Txa8 Txa8 28.e6 1-0

### Partida 8: Gunsberg – Steinitz, ½-½
C50 - Giuoco Piano, Giuoco Pianissimo
1.e4 e5 2.Cf3 Cc6 3.Ac4 Ac5 4.d3 Cf6 5.c3 d6 6.Ae3 Axe3 7.fxe3 De7 8.O-O Cd8 9.Cbd2 Ce6 10.d4 Cg4 11.De1 f6 12.Ch4 Ch6 13.Cf5 Cxf5 14.exf5 Cf8 15.e4 Cd7 16.Dh4 Cb6 17.Dh5+ Rd8 18.Ab3 Ad7 19.Tae1 c6 20.Te3 Rc7 21.Tg3 Taf8 22.dxe5 dxe5 23.De2 g5 24.Td3 Ac8 25.Td1 Td8 26.Cf1 Cd7 27.Ac2 Cc5 28.Txd8 Txd8 29.Txd8 Rxd8 30.b4 Cd7 31.Ab3 a5 32.a3 axb4 33.axb4 Dd6 34.Ce3 b5 35.Rf2 Rc7 36.Dd1 ½-½

### Partida 9: Steinitz – Gunsberg, ½-½
A46 - Apertura del peón de dama, Gambito Bronstein
1.Cf3 Cf6 2.d4 e6 3.e3 c5 4.c4 d5 5.dxc5 Axc5 6.Cc3 Ab4 7.Ad2 dxc4 8.Axc4 O-O 9.O-O Cc6 10.De2 De7 11.e4 Axc3 12.Axc3 e5 13.De3 Ae6 14.Ae2 Cg4 15.Dc1 Tac8 16.h3 Ch6 17.De3 f6 18.a3 Cf7 19.b4 a6 20.a4 Cxb4 21.Axb4 Dxb4 22.Tfb1 De7 23.Tb6 Tc7 24.Tab1 Tfc8 25.Ce1 Cd8 26.Cd3 Da3 27.Rh2 Td7 28.Txe6 Cxe6 29.Ag4 Te8 30.Axe6+ Txe6 31.Cc5 Dxe3 32.fxe3 Tee7 33.Cxd7 Txd7 34.Rg3 Rf7 35.a5 Rg6 36.Rf3 Tc7 37.Tb2 Tc5 38.Ta2 Tb5 39.Re2 Rf7 40.Rf3 Re6 41.h4 h5 42.Ta1 g6 43.g4 hxg4+ 44.Rxg4 Tb4 45.Rf3 f5 46.exf5+ Rxf5 47.Th1 Tb5 48.e4+ Rf6 49.Td1 Txa5 50.Td6+ Rg7 51.Td7+ Rh6 52.Txb7 Ta3+ 53.Rf2 Ta5 54.Tb6 Rh5 55.Tc6 Ta4 56.Rf3 Ta3+ 57.Rf2 Rh6 58.Te6 Ta5 59.Rg3 Rg7 60.Rg4 Rf7 61.Tb6 Ta1 62.Tb7+ Rf6 63.Tb6+ Rg7 64.Te6 a5 65.Txe5 a4 66.Ta5 a3 67.Rg5 a2 68.Ta7+ Rf8 69.Ta8+ Rf7 70.Ta7+ Re6 71.Ta6+ Re5 72.Ta5+ Rxe4 73.Ta4+ Rf3 74.Ta3+ Rf2 75.Rxg6 Tg1+ 76.Rf7 a1D 77.Txa1 Txa1 78.h5 Th1 79.Rg6 Tg1+ 80.Rf6 ½-½

### Partida 10: Gunsberg – Steinitz, 0-1
C50 - Giuoco Piano, Giuoco Pianissimo
1.e4 e5 2.Cf3 Cc6 3.Ac4 Ac5 4.d3 Cf6 5.c3 d6 6.Cbd2 Ce7 7.Cf1 c6 8.De2 O-O 9.h3 d5 10.Ab3 Cg6 11.g3 dxe4 12.dxe4 Ae6 13.Cg5 Axb3 14.axb3 Dd7 15.Ae3 Axe3 16.Dxe3 b6 17.Cd2 c5 18.Cgf3 Tad8 19.Cc4 Tfe8 20.Ccd2 Te7 21.Rf1 h5 22.Rg2 h4 23.Rh2 Db5 24.c4 Dc6 25.Tac1 Ted7 26.Tc3 Ch5 27.Tg1 Df6 28.Cf1 Td1 29.De2 hxg3+ 30.fxg3 Ta1 31.C3d2 Dg5 32.Tf3 Cf6 33.Td3 Txd3 34.Dxd3 Cf8 35.De3 Dg6 36.Tg2 Ce6 37.Te2 Cd4 38.Tf2 Ta2 39.Cf3 Cxf3+ 40.Dxf3 Dxe4 41.Dxe4 Cxe4 42.Te2 Cg5 43.Rg2 Ce6 0-1

### Partida 11: Steinitz – Gunsberg, ½-½
D05 - Apertura de peón de dama
1.Cf3 d5 2.d4 Cf6 3.e3 e6 4.c4 Ae7 5.Cc3 O-O 6.Ad3 c5 7.cxd5 cxd4 8.Cxd4 Cxd5 9.Cxd5 Dxd5 10.O-O Cc6 11.Cxc6 Dxc6 12.Ad2 Af6 13.Db3 Ad7 14.Tfc1 Da4 15.Dxa4 Axa4 16.Ac3 Axc3 17.Txc3 Ac6 18.b4 a6 19.a4 Tfd8 20.f3 Rf8 21.Taa3 h6 22.Rf2 Tdc8 23.b5 Ad7 24.Txc8+ Txc8 25.bxa6 bxa6 26.a5 Ab5 27.Axb5 axb5 28.Tb3 Tb8 29.a6 ½-½

### Partida 12: Gunsberg – Steinitz, 1-0
C52 - Gambito Evans
1.e4 e5 2.Cf3 Cc6 3.Ac4 Ac5 4.b4 Axb4 5.c3 Aa5 6.O-O Df6 7.d4 Ch6 8.Ag5 Dd6 9.d5 Cd8 10.Da4 Ab6 11.Ca3 c6 12.Ae2 Ac7 13.Cc4 Df8 14.d6 Axd6 15.Cb6 Tb8 16.Dxa7 Cg4 17.Ch4 Ce6 18.Axg4 Cxg5 19.Cf5 Ce6 20.Tfd1 Ac7 21.Ca8 Txa8 22.Dxa8 Rd8 23.Txd7+ Rxd7 24.Td1+ 1-0

### Partida 13: Steinitz – Gunsberg, 1-0
A46 - Apertura del peón de dama, Gambito Bronstein
1.Cf3 Cf6 2.d4 e6 3.e3 Ab4+ 4.c3 Ae7 5.Ae2 O-O 6.O-O d5 7.c4 b6 8.Cc3 Ab7 9.cxd5 exd5 10.Ce5 Cfd7 11.f4 Cxe5 12.fxe5 c6 13.Ad2 Aa6 14.Axa6 Cxa6 15.Da4 Cb8 16.Tac1 f6 17.exf6 Axf6 18.Ce2 Te8 19.Tf3 De7 20.Tcf1 Tc8 21.Ab4 De6 22.Cf4 De4 23.Ch5 Cd7 24.Da6 De8 25.Th3 Ag5 26.Rh1 Cf6 27.Cxf6+ gxf6 28.Db7 Dg6 29.Dd7 Rh8 30.Ae7 Tg8 31.Dxc6 Tac8 32.Dxd5 Tg7 33.Ab4 Dd3 34.Df3 Tc2 35.Ac3 Te2 36.e4 Dxe4 37.d5 Dg6 38.Tg3 Tf7 39.d6 h6 40.h4 1-0

### Partida 14: Gunsberg – Steinitz, ½-½
C52 - Gambito Evans
1.e4 e5 2.Cf3 Cc6 3.Ac4 Ac5 4.b4 Axb4 5.c3 Aa5 6.O-O Df6 7.d4 h6 8.Ab5 Cge7 9.Aa3 exd4 10.e5 De6 11.cxd4 Ab4 12.Ab2 d5 13.Cc3 O-O 14.Ce2 Cg6 15.Db3 Aa5 16.Ce1 Cce7 17.f4 Db6 18.Aa3 f5 19.Da4 c6 20.Ad3 Dd8 21.Dc2 b5 22.Rh1 Ab6 23.g4 a5 24.Tg1 b4 25.gxf5 Axf5 26.Axf5 Txf5 27.Txg6 bxa3 28.Txc6 Cxc6 29.Dxf5 Cxd4 30.Cxd4 Axd4 31.De6+ Rh8 32.Td1 Ac3 33.Txd5 Db8 ½-½

### Partida 15: Steinitz – Gunsberg, ½-½
E14 - Defensa India de Dama
1.Cf3 Cf6 2.d4 e6 3.e3 b6 4.c4 Ab7 5.Cc3 d5 6.cxd5 Cxd5 7.Ab5+ c6 8.Ad3 Ae7 9.e4 Cxc3 10.bxc3 O-O 11.O-O c5 12.Ae3 cxd4 13.cxd4 Cc6 14.Tc1 Aa3 15.Tc3 Ab4 16.Tc4 Ae7 17.Da4 Ca5 18.Tc2 Tc8 19.Tfc1 Txc2 20.Txc2 Da8 21.Cd2 Ac6 22.Ab5 Axe4 23.Cxe4 Dxe4 24.Tc7 Af6 25.Txa7 Cc6 26.Ta8 Cxd4 27.Txf8+ Rxf8 28.Da3+ Rg8 29.Da6 g5 30.Axd4 Axd4 31.Af1 Ac5 32.De2 Dd4 33.g4 Rg7 34.Df3 Da4 35.Dc3+ f6 36.Dc4 Dc6 37.De2 Dd6 38.Df3 Dd4 39.Ad3 ½-½

### Partida 16: Gunsberg – Steinitz, 1-0
C52 - Gambito Evans
1.e4 e5 2.Cf3 Cc6 3.Ac4 Ac5 4.b4 Axb4 5.c3 Aa5 6.O-O Df6 7.d4 h6 8.Da4 Ab6 9.Ab5 Cge7 10.Aa3 exd4 11.e5 Dg6 12.cxd4 Cd5 13.Te1 Cf4 14.g3 Dg4 15.Cbd2 Ch3+ 16.Rg2 Cg5 17.Ab2 Ce7 18.Ae2 Ce6 19.Rh1 Df5 20.Ch4 Dxf2 21.Ce4 1-0

### Partida 17: Steinitz – Gunsberg, ½-½
D06 - Gambito de Dama Declinado, Defensa Marshall
1.d4 d5 2.c4 Cf6 3.cxd5 Cxd5 4.e4 Cf6 5.Cc3 e5 6.dxe5 Dxd1+ 7.Rxd1 Cg4 8.Cd5 Rd7 9.Ch3 c6 10.Cc3 Cxe5 11.f4 Cg4 12.Ae2 Re8 13.Rc2 Ac5 14.f5 Ce3+ 15.Rd3 Cxg2 16.b4 Axb4 17.Tg1 Ch4 18.Txg7 Cg6 19.fxg6 hxg6 20.Cg5 Ae7 21.Th7 Txh7 22.Cxh7 f6 23.Af4 Rf7 24.Tg1 Ca6 25.e5 Af5+ 26.Rd2 Ab4 27.Tg3 Cc5 28.Rc1 Aa3+ 29.Rd1 g5 30.Ac4+ Ce6 31.Cxg5+ fxg5 32.Axg5 Tg8 33.h4 b5 34.Cxb5 cxb5 35.Axe6+ Rxe6 36.Txa3 Rxe5 37.Txa7 Ad3 38.Rd2 Af1 39.Rc3 Tc8+ 40.Rb4 Tg8 41.Ta5 Re4 42.Ta6 Rf3 43.Tf6+ Rg2 44.Tf5 Ae2 45.Ae3 Ad3 46.Tf2+ Rg3 47.Td2 Tg4+ 48.Rc5 Ac4 49.h5 Rf3 50.Ad4 Tg5+ 51.Rb4 Txh5 52.a4 Re4 53.Ac5 Ad3 54.axb5 Th1 55.Tb2 Rd5 56.Af2 Tb1 ½-½

### Partida 18: Gunsberg – Steinitz, 0-1
C52 - Gambito Evans
1.e4 e5 2.Cf3 Cc6 3.Ac4 Ac5 4.b4 Axb4 5.c3 Aa5 6.O-O Df6 7.d4 Cge7 8.Da4 Ab6 9.Ag5 Dd6 10.Ca3 exd4 11.Cb5 Dg6 12.cxd4 a6 13.d5 Ce5 14.Cxe5 Dxg5 15.Cf3 Dh6 16.Ab3 O-O 17.Tac1 c6 18.Cbd4 c5 19.Ce2 d6 20.Cg3 Ad8 21.e5 b5 22.Da3 c4 23.exd6 Cxd5 24.Ac2 b4 25.Da4 Dxd6 26.Ae4 Cb6 27.Dc2 Tb8 28.Axh7+ Rh8 29.Tcd1 Dh6 30.Af5 g6 31.Axc8 Txc8 32.Db2+ Dg7 33.Dxb4 Ac7 34.Td4 Tfd8 35.Th4+ Rg8 36.Cg5 Td7 37.Te4 c3 38.Tfe1 Tdd8 39.Ce2 Cd5 40.Da4 Df6 41.Cf3 Ab6 42.Tc1 c2 43.h3 Db2 44.Db3 Dxb3 45.axb3 a5 46.Tc4 Txc4 47.bxc4 Cb4 48.g3 Axf2+ 49.Rxf2 Cd3+ 50.Re3 Cxc1 51.Cxc1 Td1 52.Ce2 a4 53.Cfd4 c1=D+ 54.Cxc1 Txc1 0-1

### Partida 19: Steinitz – Gunsberg, ½-½
D00 - Apertura del Peón de Dama
1.d4 d5 2.e3 Cf6 3.c4 e6 4.Cc3 Ae7 5.Cf3 O-O 6.Ae2 dxc4 7.Axc4 c5 8.O-O Cc6 9.dxc5 Axc5 10.Dxd8 Txd8 11.Ad2 a6 12.Tac1 Aa7 13.Tfd1 Ad7 14.Ae1 Cg4 15.e4 Cce5 16.Cxe5 Cxe5 17.Ae2 Ac6 18.Rf1 Ad4 19.f3 Td7 20.Af2 Tad8 21.Axd4 Txd4 22.Txd4 Txd4 23.Td1 Txd1+ 24.Cxd1 Rf8 25.Re1 Cg6 26.Ce3 Re7 27.Rd2 Rd6 28.Rc3 Rc5 29.g3 Ab5 30.b4+ Rb6 31.Ad1 Rc7 32.a4 Ad7 33.f4 Ac6 34.Rd4 Ce7 35.Ab3 Ae8 36.Cc4 Cc6+ 37.Rc5 Cd8 38.Cb6 f6 39.b5 axb5 40.axb5 Ag6 41.Ac2 h5 ½-½